# Carretera de Puerto Rico 30
La carretera de Puerto Rico 30 (PR-30) es una vía expresa en la isla de Puerto Rico que conecta los municipios de Caguas y Humacao. Tiene 30,1 kilómetros (18,7 millas) de longitud y varias salidas hacia los pueblos de Caguas, Gurabo, Juncos, Las Piedras y Humacao. Es paralela a las carreteras PR-189 y PR-198 y tiene varias intersecciones en desnivel con estas. También conecta con varias carreteras como la PR-181, que discurre desde Carolina, cerca del Aeropuerto Internacional Luis Muñoz Marín, hasta Patillas; la PR-31, que comunica a Juncos con Naguabo, y la PR-60, un expreso de 3,6 kilómetros (2,2 millas) de longitud que comunica con el centro y norte de Humacao. La PR-30 comienza en la PR-1 en Caguas y termina en la PR-53 cerca de Yabucoa.

## Descripción de la ruta
Por sus características como expreso, la carretera PR-30 es una ruta con intersecciones en desnivel en toda su extensión. Se trata de una carretera bidireccional en sentido este-oeste que tiene su origen en el intercambio con la carretera PR-1 y la autopista PR-52 en Caguas, y su punto culminante se encuentra en el cruce con la autopista PR-53 en el sur de Humacao.
En Caguas, la ruta solo tiene intersección con las mencionadas carreteras PR-1 y PR-52, además de la avenida Rafael Cordero. En Gurabo, el expreso tiene conexión con la carretera PR-189, que conduce al centro de Caguas y Gurabo; la PR-203, una vía expresa con dirección a San Lorenzo, y las rutas PR-9944, PR-181 y PR-9030, cada una con acceso al centro de Gurabo y sus alrededores. Una vez se ingresa a Juncos, la PR-30 tiene conexión con la PR-185, la cual conduce a Canóvanas; las rutas PR-189 y PR-9919, con acceso al centro de Juncos, y la PR-31, la cual dirige hacia Naguabo.
Después de Juncos está Las Piedras, donde la PR-30 se encuentra con la PR-204, una avenida que conecta con los alrededores de ese municipio; la PR-183, la cual conduce al centro de Las Piedras y el municipio de San Lorenzo, y la PR-921, que conecta con los barrios rurales entre Las Piedras y Humacao. Luego del recorrido de oeste a este, en Humacao la PR-30 se encuentra con el expreso PR-60, el cual conecta con el centro de la ciudad y los barrios ubicados al norte; las carreteras PR-908, PR-909 y PR-3, que comunican con el centro municipal, los barrios del suroeste y Yabucoa, y la autopista PR-53, que se extiende desde Fajardo hasta Salinas a través de las costas del este y sureste de Puerto Rico.

Carretera PR-30 por municipio
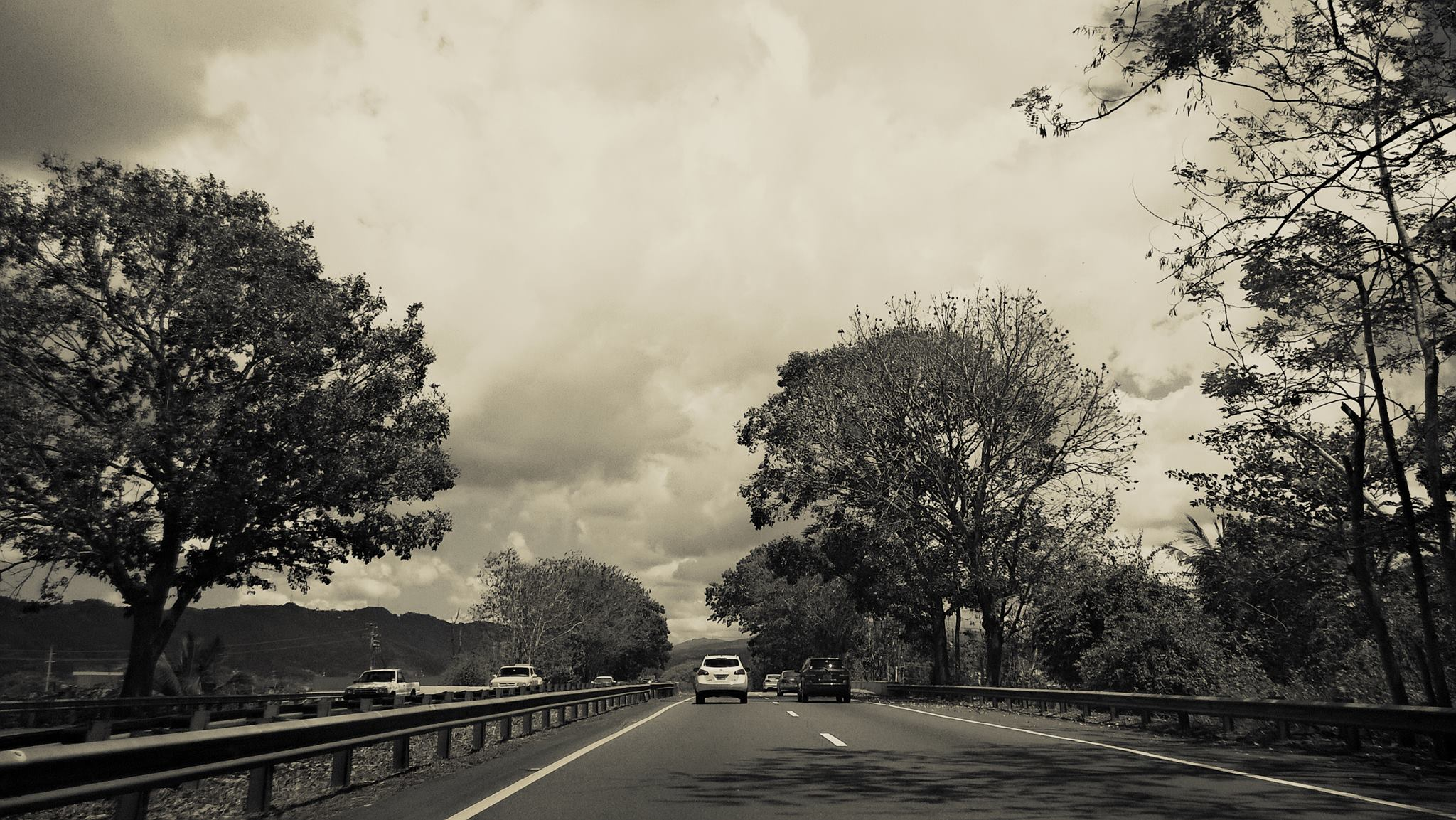
De camino al este en Gurabo
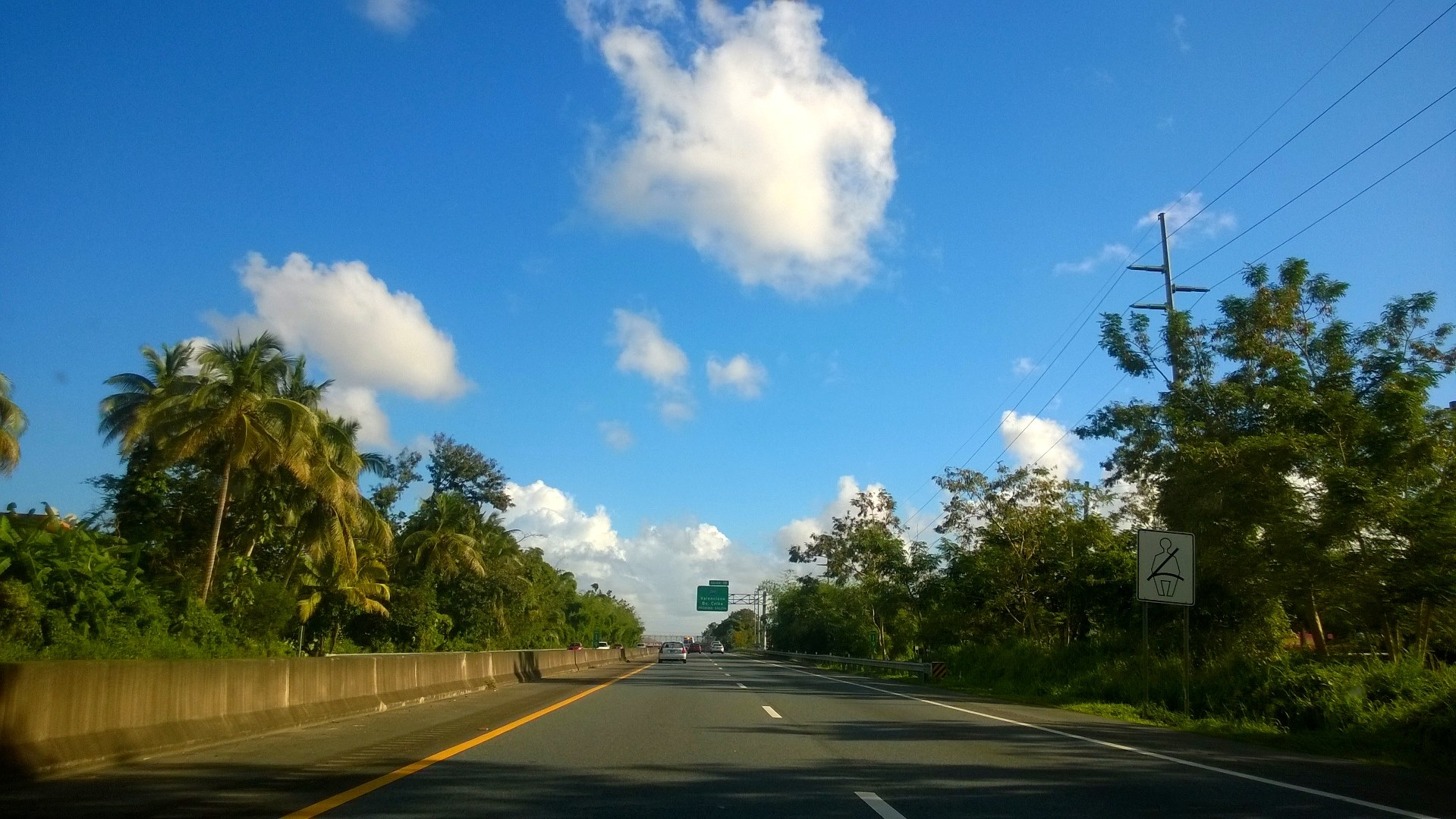
Rumbo al este en Las Piedras

### Peligros
La PR-30 está consecutivamente sujeta a accidentes de tránsito y muchas personas han muerto en la carretera, especialmente por exceso de velocidad. Cuando llueve, la vía tiende a ser resbaladiza y requiere de velocidades menores a la máxima permitida (55 millas por hora, 89 km/h), ya que tiene algunas curvas y puentes encima de la vía. También suele estar en continuo arreglo y tiende a causar congestión aun en los fines de semana, y el tiempo de Humacao a Caguas puede tomar hasta una hora. Generalmente estos arreglos se hacen en Caguas y Gurabo, que son los municipios con la mayor cantidad de tránsito en el expreso. Tiene dos carriles en cada dirección entre Humacao y Gurabo, y tres hacia Caguas.

### Rutas paralelas
Las carreteras PR-189 y PR-198 son paralelas al expreso PR-30 en casi toda su longitud y nunca se alejan mucho de la autopista. La PR-189 (Caguas-Juncos) tiene dos cruces con la PR-30: uno en Gurabo, cerca de Caguas, y el otro en Juncos. La PR-198 hace lo propio en Juncos y Humacao. La PR-183 también es paralela a la carretera, pero se encuentra significativamente al sur, y dos conectores y una salida las conectan: la PR-203 de Gurabo a San Lorenzo, la PR-204 en Las Piedras y la salida 21 en el mismo pueblo. La PR-183 comienza en Caguas y termina en Las Piedras.

## Mantenimiento
Al igual que el resto de las carreteras estatales, la carretera PR-30 es administrada y mantenida por el Departamento de Transportación y Obras Públicas de Puerto Rico (DTOP).

## Lista de salidas
| Municipio | Ubicación              | km            | ×                                   | Destinos                               | Notas |
| --- | ---------------------- | ------------- | ----------------------------------- | -------------------------------------- | --- |
| Caguas | Bairoa                 | ↑0,0          | 0B                                  | · – Caguas Centro                      | Intercambio tipo trompeta; extremo oeste de la PR-30; la PR-1 norte provee acceso a la PR-52 sur y norte; peaje con cobro electrónico en la plaza de peaje de Caguas Norte (PR-52 norte); salidas 14 y 15B de la PR-52 |
| Caguas | Bairoa                 | ↑0,15         | 0B                                  | · – San Juan, Ponce, Cayey             | Intercambio tipo trompeta; extremo oeste de la PR-30; la PR-1 norte provee acceso a la PR-52 sur y norte; peaje con cobro electrónico en la plaza de peaje de Caguas Norte (PR-52 norte); salidas 14 y 15B de la PR-52 |
| Caguas | Bairoa                 | ↑0,3          | 0A                                  | · – San Juan, Bayamón, Carolina        | Intercambio tipo trompeta; extremo oeste de la PR-30; la PR-1 norte provee acceso a la PR-52 sur y norte; peaje con cobro electrónico en la plaza de peaje de Caguas Norte (PR-52 norte); salidas 14 y 15B de la PR-52 |
| Caguas | Bairoa                 | ↓2,25- ↑2,65  | 3                                   | Avenida Rafael Cordero – Caguas Centro | Intercambio tipo diamante; extremo norte de la avenida Rafael Cordero; antigua salida 2 |
| Río Grande de Loíza | Río Grande de Loíza    | 2,9           | Puente sobre el río Grande de Loíza | Puente sobre el río Grande de Loíza    | Puente sobre el río Grande de Loíza |
| Gurabo | Rincón, Navarro        | ↓3,3- ↑3,85   | 4                                   | – Caguas, Gurabo                       | Intercambio tipo diamante divergente; antigua salida 3 |
| Gurabo | Rincón                 | ↓4,8- ↑4,9    | 5                                   | · – San Lorenzo                        | Intercambio tipo trompeta; extremo norte de la PR-203 |
| Gurabo | Rincón, Mamey, Jaguar  | ↓6,7          | 7                                   | – Gurabo, Trujillo Alto, Jaguar        | Intercambio tipo diamante; ambas salidas proveen acceso a la PR-9944; antigua salida 7↑ |
| Gurabo | Rincón, Mamey, Jaguar  | ↑7,65         | 8                                   | – Gurabo, Trujillo Alto, Jaguar        | Intercambio tipo diamante; ambas salidas proveen acceso a la PR-9944; antigua salida 7↑ |
| Gurabo | Mamey                  | ↓8,25         | 9                                   | PR-9030                                | Solo salida este; provee acceso a la PR-189; sin rotular |
| Juncos | Mamey                  | ↓12,3         | 12                                  | · – Canóvanas / · – Juncos             | Salida este y entrada oeste; extremo sur de la PR-185 |
| Juncos | Mamey, Pueblo Norte    | ↓12,8- ↑13,4  | 13                                  | – Juncos Centro, Lirios                | Intercambio tipo diamante; provee acceso a la PR-952 y la PR-9919 |
| Juncos | Río Valenciano         | 13,8          | Puente sobre el río Valenciano      | Puente sobre el río Valenciano         | Puente sobre el río Valenciano |
| Juncos | Ceiba Norte, Ceiba Sur | ↓13,9- ↑14,6  | 14                                  | – Juncos / · – Barrio Ceiba Norte      | Extremo este de la PR-189 y oeste de la PR-31; provee acceso a la PR-198 |
| Las Piedras | Ceiba, Montones        | ↓19,55- ↑20,0 | 19                                  | – Valenciano, Barrio Ceiba             | Intercambio tipo diamante; provee acceso a los barrios Valenciano Abajo y Valenciano Arriba en Juncos |
| Las Piedras | Montones, Tejas        | ↓21,15- ↑21,6 | 21                                  | – Las Piedras, Montones                | Intercambio tipo diamante |
| Las Piedras | Tejas                  | ↑22,4- ↓22,55 | 22                                  | – Tejas                                | |
| Humacao | Tejas                  | ↓25,45        | 25                                  | · – Humacao Centro                     | Intercambio tipo trompeta; extremo oeste de la PR-60; la PR-60 provee acceso a la PR-198, y la PR-198, a la PR-60 |
| Humacao | Tejas                  | ↑26,0         | 25                                  | – Humacao Centro                       | Intercambio tipo trompeta; extremo oeste de la PR-60; la PR-60 provee acceso a la PR-198, y la PR-198, a la PR-60 |
| Humacao | Tejas                  | ↓26,9         | 26                                  | – Humacao Oeste, Tejas                 | Intercambio tipo diamante; antigua salida 26↑ |
| Humacao | Tejas                  | ↑27,5         | 28B                                 | – Humacao Oeste, Tejas                 | Intercambio tipo diamante; antigua salida 26↑ |
| Humacao | Cataño                 | ↑28,2         | 28A                                 | – Humacao Sur, Mariana                 | Solo salida oeste; antigua salida 27 |
| Humacao | Cataño                 | ↓28,75        | 28                                  | – Humacao Sur, Mariana, Barrio Cataño  | Solo salida este; sin entradas desde la PR-3 |
| Humacao | Buena Vista            | ↓29,8         | 30A                                 | · – Yabucoa, Palmas del Mar            | Intercambio tipo trompeta; extremo este de la PR-30; peaje con cobro electrónico en la plaza de peaje de Humacao Sur (PR-53 sur); salida 33 de la PR-53                                                                |
| Humacao | Buena Vista            | ↓30,1         | 30B                                 | · – Humacao, Fajardo, Naguabo          | Intercambio tipo trompeta; extremo este de la PR-30; peaje con cobro electrónico en la plaza de peaje de Humacao Sur (PR-53 sur); salida 33 de la PR-53                                                                |
| 1.000 mi = 1.609 km; 1.000 km = 0.621 mi ↑ En dirección oeste • ↓ En dirección este Acceso incompleto • Cobro electrónico de peaje |                        |               |                                     |                                        | |
| Ubicación 1. |                        |               |                                     |                                        | |

## Galería

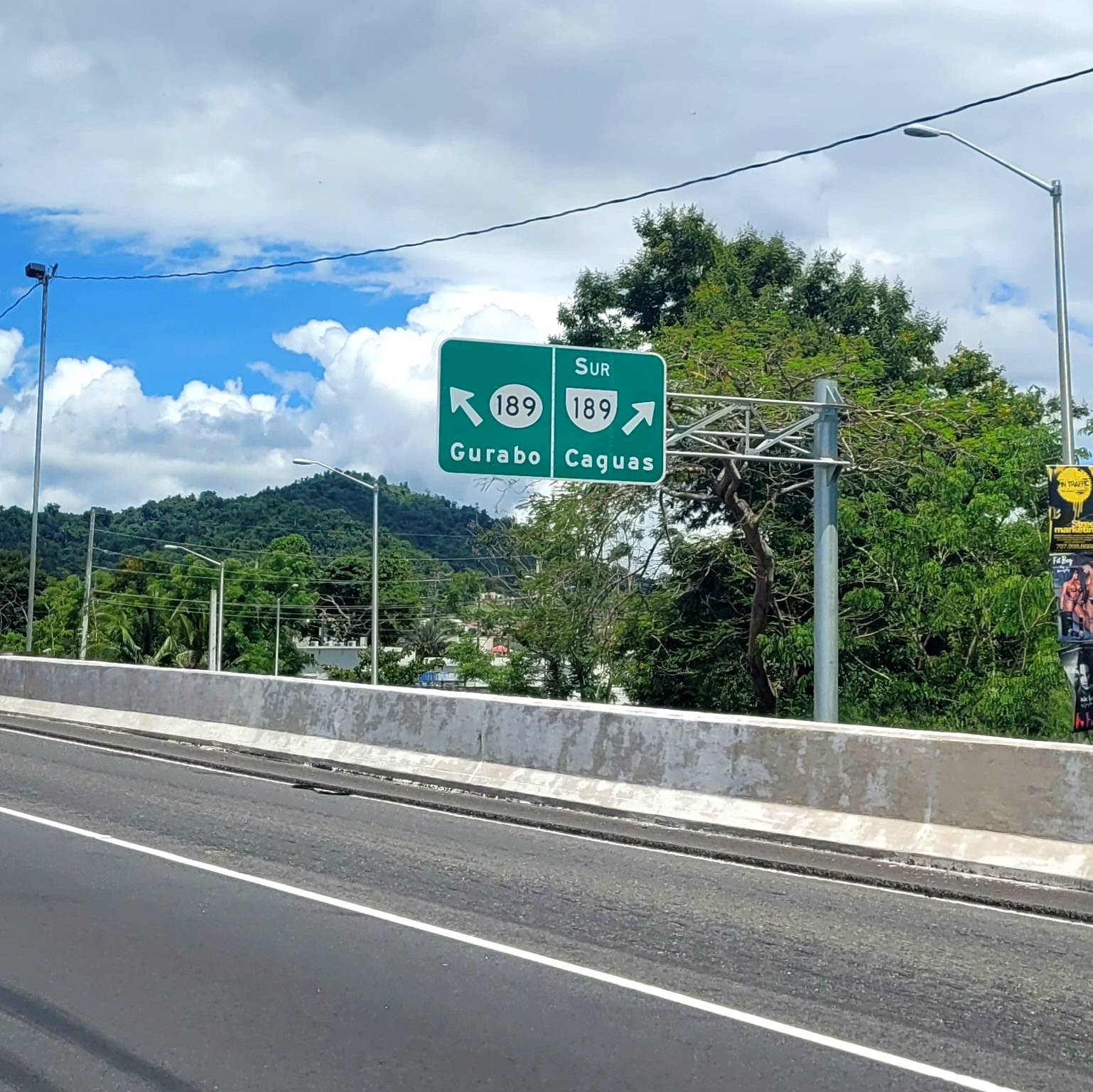
Expreso PR-30 este en la salida 4 hacia la carretera PR-189 en Gurabo
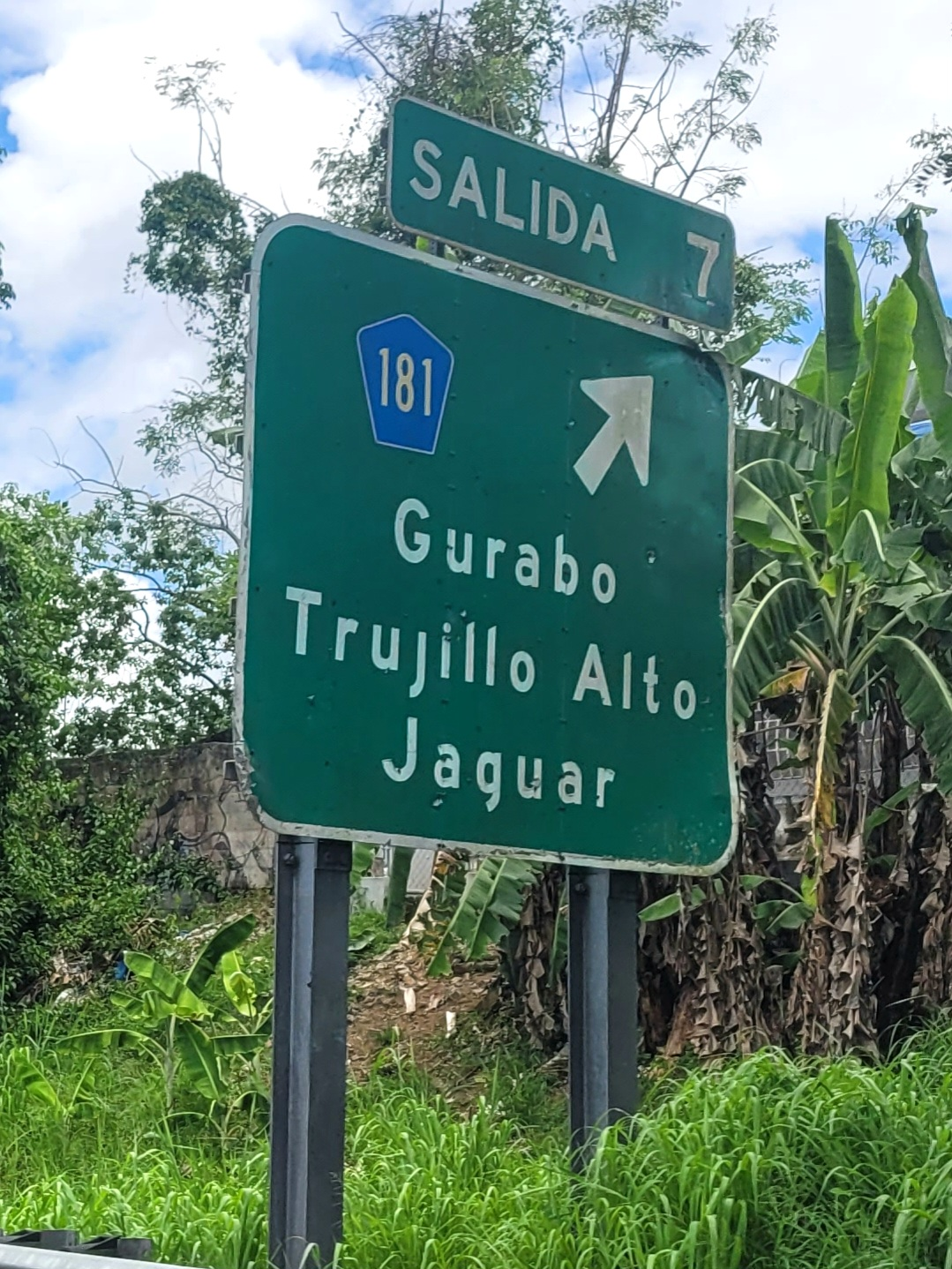
Expreso PR-30 este en la salida 7 hacia la carretera PR-181 en Gurabo
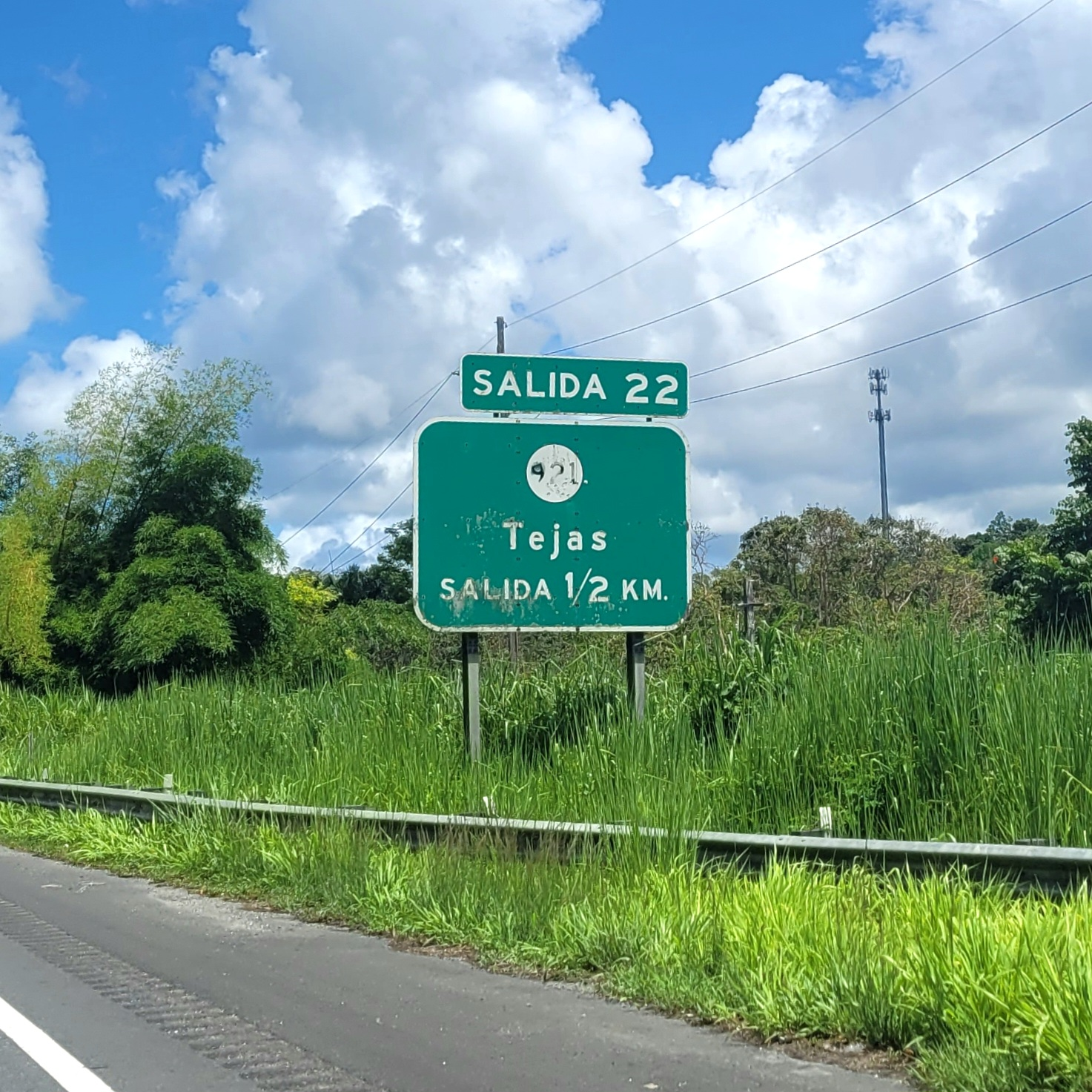
Expreso PR-30 este cerca de la salida 22 hacia la carretera PR-921 en Las Piedras
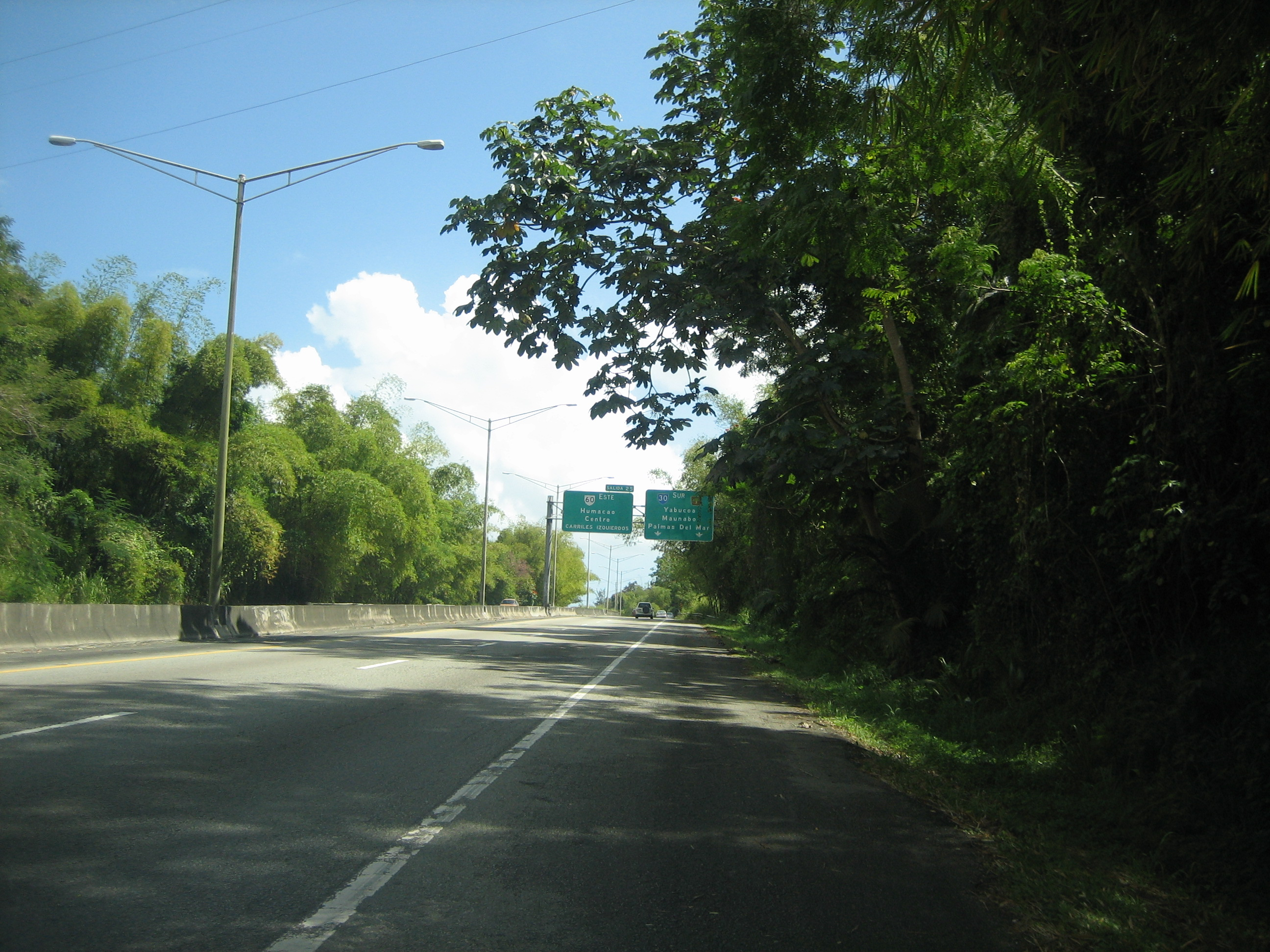
Expreso PR-30 este acercándose al expreso PR-60 este en Humacao